# Annibale de Gasparis
Annibale de Gasparis (n. 9 noiembrie 1819, Bugnara, Abruzzo, Italia – d. 21 martie 1892, Napoli, Italia) a fost un astronom italian. Din 1864 până în 1889 a fost director al Observatorului Astronomic Capodimonte din Napoli.
 A primit Medalia de Aur din partea Societății Astronomice Regale în 1851.
Asteroidul 4279 De Gasparis la fel ca și craterul lunar de Gasparis (30 km în diametru) și Rimae de Gasparis (o fractură lungă de 93 km lângă acest crater) au fost numite în onoarea sa.
| 10 Hygiea     | 12 aprilie 1849    |
| 11 Parthenope | 11 mai 1850        |
| 13 Egeria     | 2 noiembrie 1850   |
| 15 Eunomia    | 29 iulie 1851      |
| 16 Psyche     | 17 martie 1852     |
| 20 Massalia   | 19 septembrie 1852 |
| 24 Themis     | 5 aprilie 1853     |
| 63 Ausonia    | 10 februarie 1861  |
| 83 Beatrix    | 26 aprilie 1865    |